# Norma Cruz
Norma Cruz est une militante sociale qui agit pour les droits de l'homme au Guatemala. Elle est connue pour son travail de documentation sur les violences faites aux femmes au travers la fondation les Survivantes (es), une organisation non gouvernementale qu'elle dirige, soutenue par Amnesty International. Elle obtient, le 11 mars 2009, le Prix international de la femme de courage.
Depuis mai 2009, Norma Cruz fait l'objet de menaces répétées, de viol et d'assassinat. Il en est de même pour ses proches et son association.

## Sources de la traduction
- (en) Cet article est partiellement ou en totalité issu de l’article de Wikipédia en anglais intitulé « Norma Cruz » (voir la liste des auteurs).